# 中国象棋开局编号
中国象棋开局编号（Encyclopedia of Chinese Chess Openings，ECCO）是中国象棋开局类型的编号体系。反映了现代中国象棋的开局体系。共有五大类，它们分别是：非中炮类开局（不包括仙人指路局）、中炮对反宫马及其他 、中炮对屏风马、 顺手炮局和列手炮局（包括半途列炮局）和仙人指路局。

## A．非中炮类开局（不包括仙人指路局）
- A0．非常见开局
  - A00. 其他开局[1]
  - A01．上仕局
  - A02．边马局
  - A03．边炮局
  - A04．巡河炮局
  - A05．过河炮局
  - A06．兵底炮局
  - A07．金钩炮局
  - A08．边兵局
  - A09．空[2]

- A1．飞相局（一）
  - A10．飞相局（对其他[3]）
  - A11．顺相局
  - A12．列相局
  - A13．飞相对进左马
  - A14．飞相（其他）对进右马
  - A15．飞相进三兵对进右马
  - A16．飞相进七兵对进右马
  - A17-A19．空

- A2．飞相局（二）
  - A20．飞相对左士角炮
  - A21．飞相（其他）对右士角炮
  - A22．飞相进左马对右士角炮
  - A23．飞相左边马对右士角炮
  - A24．飞相横车对右士角炮
  - A25．飞相进三兵对右士角炮
  - A26．飞相进七兵对右士角炮
  - A27．飞相（转其他）对左中炮
  - A28．飞相转屏风马对左中炮
  - A29．飞相对右中炮

- A3．飞相局（三）
  - A30．飞相（其他）对左过宫炮
  - A31．飞相飞相进右马对左过宫炮（其他）
  - A32．飞相进右马对左过宫炮——红直车（其他）对黑进７卒
  - A33．飞相进右马对左过宫炮——红直车边炮对黑进７卒
  - A34．飞相进右马对左过宫炮——互进七兵
  - A35．飞相对右过宫炮
  - A36．飞相（其他）对进７卒
  - A37．飞相进左马对进７卒
  - A38．飞相互进七兵局
  - A39．飞相对进３卒

- A4．起马局
  - A40．起马局（对其他）
  - A41．起马（其他）对进７卒
  - A42．起马转边炮对进７卒
  - A43．起马转仕角炮对进７卒
  - A44．起马转中炮对进７卒
  - A45．起马互进七兵局
  - A46-A49．空

- A5．仕角炮局
  - A50．仕角炮局（对其他）
  - A51．仕角炮对进左马
  - A52．仕角炮（其他）对右中炮
  - A53．仕角炮转反宫马对右中炮
  - A54．仕角炮对进７卒
  - A55-A59．空

- A6．过宫炮局
  - A60．过宫炮局（对其他）
  - A61．过宫炮对进左马
  - A62．过宫炮对横车
  - A63．过宫炮（其他）对左中炮
  - A64．过宫炮直车对左中炮（其他）
  - A65．过宫炮直车对左中炮横车
  - A66-A69．空

- A7-A9．空

## B．中炮对反宫马及其他
- B0．中炮对非常见开局
  - B00．中炮局（对其他）
  - B01．中炮对进右马（其他）
  - B02．中炮对进右马先上士
  - B03．中炮对鸳鸯炮
  - B04．中炮对右三步虎
  - B05．中炮对进左马（其他）
  - B06．中炮对龟背炮
  - B07．中炮对左炮封车（不包括转列炮）
  - B08-B09．空

- B1．中炮对单提马
  - B10．中炮对单提马（其他）
  - B11．中炮对士角炮转单提马
  - B12．中炮（其他）对单提马横车
  - B13．中炮巡河炮对单提马横车
  - B14．中炮进七兵对单提马横车
  - B15-B19．空

- B2．中炮对左三步虎（不包括转列炮）
  - B20．中炮（其他）对左三步虎
  - B21．中炮边相对左三步虎骑河车
  - B22．中炮右横车对左三步虎
  - B23．中炮巡河炮对左三步虎
  - B24．中炮过河炮对左三步虎
  - B25．中炮两头蛇对左三步虎
  - B26-B29．空

- B3．中炮对反宫马（一）
  - B30．中炮对反宫马后补左马
  - B31．中炮（其他）对反宫马
  - B32．中炮急进左马对反宫马
  - B33．中炮过河车对反宫马
  - B34．中炮右横车对反宫马
  - B35．中炮巡河炮对反宫马
  - B36．五八炮对反宫马
  - B37-B39．空

- B4．中炮对反宫马（二）——五六炮对反宫马
  - B40．五六炮缓开车对反宫马
  - B41．五六炮左正马对反宫马（其他）
  - B42．五六炮左正马对反宫马——黑右直车（其他）
  - B43．五六炮左正马对反宫马——黑右直车边炮（其他）
  - B44．五六炮左正马对反宫马——黑右直车边炮进７卒
  - B45．五六炮左边马对反宫马
  - B46-B49．空

- B5．中炮对反宫马（三）——五七炮对反宫马
  - B50．五七炮对反宫马（其他）
  - B51．五七炮对反宫马左直车
  - B52．五七炮对反宫马左横车
  - B53．五七炮对反宫马右直车
  - B54．五七炮互进三兵对反宫马（其他）
  - B55．五七炮互进三兵对反宫马——（红其他对）黑右炮过河
  - B56．五七炮互进三兵对反宫马——红弃双兵对黑右炮过河
  - B57-B59．空

- B6-B9．空

## C．中炮对屏风马
- C0．中炮对屏风马（一）
  - C00．中炮（其他）对屏风马
  - C01．中炮七路马（其他）对屏风马
  - C02．中炮七路马对屏风马——红左马盘河
  - C03．中炮七路马对屏风马——红进中兵（对黑其他）
  - C04．中炮七路马对屏风马——红进中兵对黑双炮过河
  - C05．中炮左边马（其他）对屏风马
  - C06．中炮左边马对屏风马——红左横车
  - C07-C09．空

- C1．中炮对屏风马（二）
  - C10．中炮右横车（其他）对屏风马
  - C11．中炮右横车对屏风马——红左马盘河
  - C12．中炮右横车对屏风马——红巡河炮
  - C13．中炮右横车对屏风马——红边炮
  - C14．中炮右横车对屏风马——红进中兵
  - C15．中炮巡河车对屏风马——红不进左马
  - C16．中炮巡河车对屏风马——红进左马
  - C17．中炮过河车（其他）对屏风马
  - C18．中炮过河车七路马对屏风马（不包括两头蛇）
  - C19．中炮过河车左边马对屏风马

- C2．中炮过河车七路马对屏风马两头蛇
  - C20．中炮过河车七路马（其他）对屏风马两头蛇
  - C21．中炮过河车七路马对屏风马两头蛇——红左横车（对黑其他）
  - C22．中炮过河车七路马对屏风马两头蛇——红左横车（其他）对黑高右炮
  - C23．中炮过河车七路马对屏风马两头蛇——红左横车兑三兵对黑高右炮
  - C24．中炮过河车七路马对屏风马两头蛇——红左横车兑七兵对黑高右炮
  - C25．中炮过河车七路马对屏风马两头蛇——红左横车兑双兵对黑高右炮
  - C26-C29．空

- C3．中炮过河车互进七兵对屏风马（不包括平炮兑车）
  - C30．中炮过河车互进七兵对屏风马（其他）
  - C31．中炮过河车互进七兵对屏风马上士
  - C32．中炮过河车互进七兵对屏风马飞象
  - C33．中炮过河车互进七兵对屏风马右横车
  - C34．中炮过河车互进七兵对屏风马右炮过河
  - C35．中炮过河车互进七兵（其他）对屏风马左马盘河
  - C36．中炮过河车互进七兵对屏风马左马盘河——红七路马（对黑其他）
  - C37．中炮过河车互进七兵对屏风马左马盘河——红七路马（其他）对黑飞右象
  - C38．中炮过河车互进七兵对屏风马左马盘河——红七路马高左炮对黑飞右象
  - C39．中炮过河车互进七兵对屏风马左马盘河——红边炮对黑飞右象

- C4．中炮过河车互进七兵对屏风马平炮兑车
  - C40．中炮过河车互进七兵对屏风马平炮兑车（其他）
  - C41．中炮过河车互进七兵对屏风马平炮兑车——（红其他对）黑退边炮
  - C42．中炮过河车互进七兵对屏风马平炮兑车——红七路马对黑退边炮（其他）
  - C43．中炮过河车互进七兵对屏风马平炮兑车——红七路马（其他）对黑退边炮上右士
  - C44．中炮过河车互进七兵对屏风马平炮兑车——红左马盘河对黑退边炮上右士
  - C45．中炮过河车互进七兵对屏风马平炮兑车——红左边炮对黑退边炮上右士（其他）
  - C46．中炮过河车互进七兵对屏风马平炮兑车——红左边炮对黑退边炮上右士右直车
  - C47．中炮过河车互进七兵对屏风马平炮兑车——红左边马对黑退边炮
  - C48．中炮过河车互进七兵对屏风马平炮兑车——红仕角炮对黑退边炮
  - C49．中炮过河车互进七兵对屏风马平炮兑车——红进中兵对黑退边炮

- C5．五六炮对屏风马
  - C50．五六炮（其他）对屏风马
  - C51．五六炮左边马对屏风马（其他）
  - C52．五六炮左边马对屏风马——黑进７卒右直车（其他）
  - C53．五六炮左边马对屏风马——黑进７卒右直车右炮过河
  - C54．五六炮过河车对屏风马（其他）
  - C55．五六炮过河车对屏风马——黑进７卒右直车
  - C56．五六炮过河车对屏风马——黑两头蛇
  - C57-C59．空

- C6．五七炮对屏风马（一）
  - C60．五七炮对屏风马（其他）
  - C61．五七炮对屏风马进７卒（其他）
  - C62．五七炮对屏风马进７卒——（红其他对）黑右直车
  - C63．五七炮对屏风马进７卒——红左直车对黑右直车（其他）
  - C64．五七炮对屏风马进７卒——红左直车对黑右直车左炮过河
  - C65．五七炮对屏风马进７卒——红左直车对黑右直车右炮巡河
  - C66．五七炮对屏风马进７卒——红左直车对黑右直车右炮过河
  - C67．五七炮对屏风马进７卒——黑右炮巡河
  - C68．五七炮互进七兵对屏风马
  - C69．空

- C7．五七炮对屏风马（二）
  - C70．五七炮对屏风马进３卒（其他）
  - C71．五七炮对屏风马进３卒右马外盘河
  - C72．五七炮互进三兵（其他）对屏风马边卒右马外盘河
  - C73．五七炮互进三兵对屏风马边卒右马外盘河——红左横车（对黑其他）
  - C74．五七炮互进三兵对屏风马边卒右马外盘河——红左横车（其他）对黑飞左象
  - C75．五七炮互进三兵对屏风马边卒右马外盘河——红左横车右马盘河对黑飞左象
  - C76．五七炮互进三兵对屏风马边卒右马外盘河——红左横车右车巡河对黑飞左象
  - C77．五七炮互进三兵对屏风马边卒右马外盘河——红左横车对黑飞右象
  - C78．五七炮互进三兵对屏风马边卒右马外盘河——红左横车对黑兑边卒
  - C79．空

- C8．中炮巡河炮对屏风马
  - C81．中炮巡河炮对屏风马——黑飞左象（其他）
  - C82．中炮巡河炮对屏风马——黑飞左象右横车
  - C83．中炮巡河炮对屏风马——黑飞左象左炮巡河
  - C84．中炮巡河炮对屏风马——黑飞右象
  - C85．中炮巡河炮对屏风马——红左马盘河（其他）对黑左马外盘河
  - C86．中炮巡河炮缓开车对屏风马左马外盘河——红右横车
  - C87-C89．空

- C9．五八炮和五九炮对屏风马
  - C90．五八炮对屏风马（其他）
  - C91．五八炮互进三兵（其他）对屏风马
  - C92．五八炮互进三兵对屏风马——红左正马
  - C93．五八炮互进三兵对屏风马——红左边马（对黑其他）
  - C94．五八炮互进三兵对屏风马——红左边马对黑上士
  - C95．五八炮互进三兵对屏风马——红左边马对黑兑７卒
  - C96．五八炮互进三兵对屏风马——红左边马（其他）对黑边卒
  - C97．五八炮互进三兵对屏风马——红左边马平炮压马对黑边卒
  - C98．五八炮互进三兵对屏风马——红平炮压马
  - C99．五九炮对屏风马

## D．顺炮局和列炮局（包括半途列炮局）
- D0．顺炮局（不包括顺炮直车局）
  - D00．顺炮缓开车对其他
  - D01．顺炮缓开车对横车
  - D02．顺炮缓开车对直车
  - D03．顺炮横车对缓开车（包括顺炮顺横车）
  - D04．顺炮横车对直车（其他）
  - D05．顺炮横车对直车巡河
  - D06-D09．空

- D1．顺炮直车对缓开车
  - D10．顺炮直车对缓开车（其他）
  - D11．顺炮直车对缓开车——黑左横车
  - D12．顺炮直车对缓开车——黑右横车
  - D13．顺炮直车对缓开车——黑兑直车
  - D14．顺炮直车对缓开车——黑过河炮
  - D15．顺炮直车对缓开车——黑边炮
  - D16-D19．空

- D2．顺炮直车对横车
  - D20．顺炮直车（其他）对横车
  - D21．顺炮直车对横车——红先上仕
  - D22．顺炮直车对横车——红左边马
  - D23．顺炮直车对横车——红巡河车
  - D24．顺炮直车对横车——红过河车
  - D25．顺炮直车对横车——红仕角炮
  - D26．顺炮直车对横车——红进三兵（不包括两头蛇）
  - D27．顺炮直车对横车——红进七兵（不包括两头蛇）
  - D28．顺炮直车对横车——红两头蛇
  - D29．顺炮直车对横车——红两头蛇对黑双横车

- D3．中炮对左炮封车转列炮
  - D30．中炮不进三兵对左炮封车转列炮
  - D31．中炮进三兵（其他）对左炮封车转列炮
  - D32．中炮进三兵对左炮封车转列炮——红右马盘河
  - D33．中炮进三兵对左炮封车转列炮——红七路马
  - D34．中炮进三兵对左炮封车转列炮——红左边马
  - D35．中炮进三兵对左炮封车转列炮——红进炮打马
  - D36．中炮进三兵对左炮封车转列炮——红两头蛇
  - D37-D39．空

- D4．中炮对左三步虎转列炮
  - D40．中炮（其他）对左三步虎转列炮
  - D41．中炮进中兵对左三步虎骑河车转列炮
  - D42．中炮对左三步虎转列炮——红左直车
  - D43．中炮对左三步虎转列炮——红两头蛇
  - D44-D49．空

- D5．中炮对列炮（包括后补列炮）
  - D50．中炮对列炮
  - D51．中炮（其他）对后补列炮
  - D52．中炮右直车（其他）对后补列炮
  - D53．中炮过河车对后补列炮
  - D54．中炮左直车对后补列炮
  - D55．中炮双直车对后补列炮
  - D56-D59．空

- D6-D9．空

## E．仙人指路局
- E0．仙人指路（不包括卒底炮和对兵局）
  - E00．仙人指路局（对其他）
  - E01．仙人指路（其他）对飞象
  - E02．仙人指路（进右马）对飞象
  - E03．仙人指路对中炮
  - E04．仙人指路对仕角炮或过宫炮
  - E05．仙人指路对金钩炮
  - E06．仙人指路（其他）对进右马
  - E07．仙人指路互进右马局（不包括转对兵互进右马局）
  - E08．两头蛇对进右马（其他）
  - E09．两头蛇对进右马转卒底炮

- E1．仙人指路对卒底炮（不包括仙人指路转左中炮对卒底炮飞左象）
  - E10．仙人指路（其他）对卒底炮
  - E11．仙人指路飞相对卒底炮
  - E12．仙人指路转右中炮对卒底炮
  - E13．仙人指路转左中炮对卒底炮（其他）
  - E14．仙人指路转左中炮（其他）对卒底炮飞右象
  - E15．仙人指路转左中炮对卒底炮飞右象——红右边马（对黑其他）
  - E16．仙人指路转左中炮对卒底炮飞右象——互进边马
  - E17．仙人指路转左中炮对卒底炮转顺炮
  - E18-E19．空

- E2．仙人指路转左中炮对卒底炮飞左象（一）
  - E20．仙人指路转左中炮（其他）对卒底炮飞左象
  - E21．仙人指路转左中炮对卒底炮飞左象——红先上仕
  - E22．仙人指路转左中炮对卒底炮飞左象——红进左马（对黑其他）
  - E23．仙人指路转左中炮对卒底炮飞左象——红进左马（其他）对黑右横车
  - E24．仙人指路转左中炮对卒底炮飞左象——红左直车（其他）对黑右横车
  - E25．仙人指路转左中炮对卒底炮飞左象——红左直车右马盘河对黑右横车上士
  - E26．仙人指路转左中炮对卒底炮飞左象——红左直车右马盘河对黑右横车过河
  - E27．仙人指路转左中炮对卒底炮飞左象——红左直车右马盘河对黑右横车边卒
  - E28-E29．空

- E3．仙人指路转左中炮对卒底炮飞左象（二）
  - E30．仙人指路转左中炮对卒底炮飞左象——黑进７卒（其他）
  - E31．仙人指路转左中炮对卒底炮飞左象——（红其他对）黑连进７卒
  - E32．仙人指路转左中炮对卒底炮飞左象——红左直车右边马对黑连进７卒拐角马
  - E33．仙人指路转左中炮对卒底炮飞左象——红左直车右边马（其他）对黑连进７卒右横车
  - E34．仙人指路转左中炮对卒底炮飞左象——红左直车右边马上仕对黑连进７卒右横车
  - E35．仙人指路转左中炮对卒底炮飞左象——红巡河车右边马对黑连进７卒右横车
  - E36．仙人指路转左中炮对卒底炮飞左象——红双直车右边马对黑连进７卒右横车
  - E37．仙人指路转左中炮对卒底炮飞左象——红右边马
  - E38．仙人指路转左中炮对卒底炮飞左象——红炮打中卒
  - E39．空

- E4．对兵局
  - E40．对兵局（转其他）
  - E41．对兵进右马局（对其他）
  - E42．对兵互进右马局（红走其他）
  - E43．对兵对进右马局——红飞相
  - E44．对兵对进右马局——红横车
  - E45．对兵对进右马局——红边炮
  - E46．对兵转兵底炮（对其他）
  - E47．对兵转兵底炮对右中炮
  - E48．对兵转兵底炮对左中炮
  - E49．空

- E5-E9. 空